# Ada Gobetti
Ada Gobetti (Turín, 23 de julio de 1902-Ibidem, 1968) fue una profesora de italiano, periodista y líder antifascista italiana. Nació como Ada Prospero y luego se volvió a casar para convertirse en Ada Marchesini.  

## Biografía
Ada Prospero nació en Turín el 23 de julio de 1902, hija de un comerciante de frutas suizo del valle de Blenio (en el cantón de Ticino) que emigró a Italia en la segunda mitad del siglo XIX y de un ama de casa de Turín. Aún siendo estudiante del Liceo classico Vincenzo Gioberti de Turín, colabora en las revistas Energie Nove (1918-1920), La Revolución liberal (1922-1925) e Il Baretti (1924-1928) de Piero Gobetti, con quien más tarde se casó en 1923 y del que tuvo, en 1925, a su hijo Paolo. En esos años, con Piero, fue testigo de las revueltas obreras del Bienio Rojo de Turín que ambos miraron con gran interés y por la que expresaron una apasionada solidaridad.
En 1925, se licenció en Filosofía y más tarde se dedicó a la docencia y a los estudios literarios y pedagógicos. En noviembre del mismo año, la Revolución Liberal fue reprimida por el régimen de Mussolini por su carácter claramente antifascista. En 1926, Piero Gobetti se vio obligado a emigrar a París. Murió en febrero del mismo año en un hospital de Neuilly-sur-Seine, debido a problemas de salud agravados por un violento asalto de escuadrón sufrido a la salida de su editorial.

### Los años del fascismo y la guerra partidista
En 1928, Ada ganó una cátedra de Lengua y Literatura Inglesa enseñando durante algunos años en Bra y Savigliano (ambos en la provincia de Cuneo). Desde 1936 enseñó en el instituto Cesare Balbo de Turín. En esos años fortaleció su amistad con Benedetto Croce quien la animó a continuar sus estudios y a realizar las primeras traducciones del inglés, con las que introdujo los escritos de Benjamin Spock en Italia. Anteriormente ya había traducido del ruso los cuentos de Leonid Andreev Nikolaevic. En 1937, se volvió a casar con Ettore Marchesini, técnico del EIAR. En 1942, fue una de las fundadoras del Partido Acción. En los años anteriores al 8 de septiembre de 1943, la casa de Ada Gobetti constituyó un punto de referencia para el antifascismo intelectual y, para los entornos vinculados al movimiento Justicia y Libertad.
En 1943, durante la Resistencia, coordinó las brigadas partidistas y realiza el relevo en Val Germanasca y en Val di Susa, donde su hijo Paolo estuvo activo manteniendo los vínculos junto con Bianca Guidetti Serra, con el mando militar de las formaciones giellistas, para lo cual asume el rol de inspector. En ese período colaboró estrechamente con Duccio Galimberti, Franco Venturi y Giorgio Agosti. En 1943, fue fundadora de los grupos de defensa de mujeres con Maria Bronzo Negarville (PCI), Irma Zampini (PLI), Medea Molinari (PSI) y Anna Rosa Gallesio (DC). Trabajó duro para el nacimiento del Movimiento de Mujeres Gl. Posteriormente, fue ascendida a comisaria política de la IV división Gl Stellina avanzando al rango de mayor. Después de la guerra, recibió la medalla de plata al valor militar.

### Periodo de posguerra
En 1945, participó en la fundación de la Federación Democrática Internacional de Mujeres en París. Después de la Liberación, fue la primera mujer en ser nombrada alcaldesa adjunta de Turín, designada por el CLN para representar al PdA. Ocupó el cargo hasta las elecciones de 1946 prestando especial interés y ocupándose de la educación y la asistencia. Entre 1946 y 1947, se convirtió en consultora nacional de la PdA, miembro del comité de honor de la UDI y del consejo nacional de la ANPI como representante de la UDI de la que fue presidenta de la sección de Turín.

### Años cincuenta
A partir de los años cincuenta, se trasladó a posiciones de izquierda escribiendo en numerosos periódicos comunistas, entre ellos L'Unità, Paese Sera e il Pioniere, dirigidos por Dina Rinaldi y Gianni Rodari. En esos años, junto a su constante compromiso literario, se interesó por la pedagogía; entre 1953 y 1955 dirigió, junto a Dina Bertoni Jovine, la revista Educación Democrática y, en 1955, se incorporó a la redacción de la reforma escolar. También creó el Giornali dei Genitori (Revista de los padres) donde abordaba la relación entre padres y escuela.
En 1956, tras la publicación del libro Diario Partigiano, se unió al PCI justo cuando estallaba la revuelta antisoviética en Hungría. En 1957, formó parte de la primera delegación de mujeres italianas en la República Popular China. En 1959, con los ingresos derivados del libro No los dejes en paz, fundó y dirigió la revista Il Giornale dei Paritori en la que colaboraron Dina Bertoni Jovine y Gianni Rodari, entre otros.
Con los numerosos documentos y testimonios de la cultura política italiana recopilados entre 1920 y 1944, fundó en 1961 junto a su hijo Paolo, su nuera Carla Nosenzo (1929-2018) y Norberto Bobbio el Centro Studi Piero Gobetti ubicado en su casa de Turín en via Fabro 6, antigua sede de la editorial de Piero. Murió el 14 de marzo de 1968 en su casa ubicada en la aldea de Reaglie en Turín y, fue enterrada en el cementerio Sassi en Turín.

### Expresiones de gratitud
Un instituto profesional estatal y una calle del distrito IX llevan su nombre en Turín. Los jardines de infancia de Sesto Fiorentino y Ferrara también llevan su nombre; se le dedicó una escuela secundaria en None.

## Obras
- Alessandro Pope. El poeta del racionalismo del siglo XVIII, Bari, Laterza, 1943
- De cuatro a dieciséis. Guía de libros para niños, Turín, Ediciones del Diario de los padres, 1960
- Cinco niños y tres mundos. Turín, SAIE, 1953
- No los dejemos solos. Asesoramiento a los padres para la educación de sus hijos, Turín, La ciudadela, 1958
- Diario partidista. Turín, Einaudi, 1956, 1972 y 1996 ISBN 978-88-06-14230-8
- Historia del gallo Sebastián o el décimo tercer huevo, Turín, Einaudi, 1963
- Para vivir juntos. Curso de educación cívica, Turín, Loescher, 1967
- Educar para emancipar. Escritos pedagógicos 1953-1968, Manduria, Lacaita, 1982
- Ada Prospero Partisans en la frontera Ediciones ANPI Serie para niños pág.56 1954
- Piero Gobetti, Ada Gobetti. En tu corta vida. Cartas 1918-1926, Turín, Einaudi, 1991 ISBN 88-06-12536-2